# Japan Railways

Logo der Gruppe

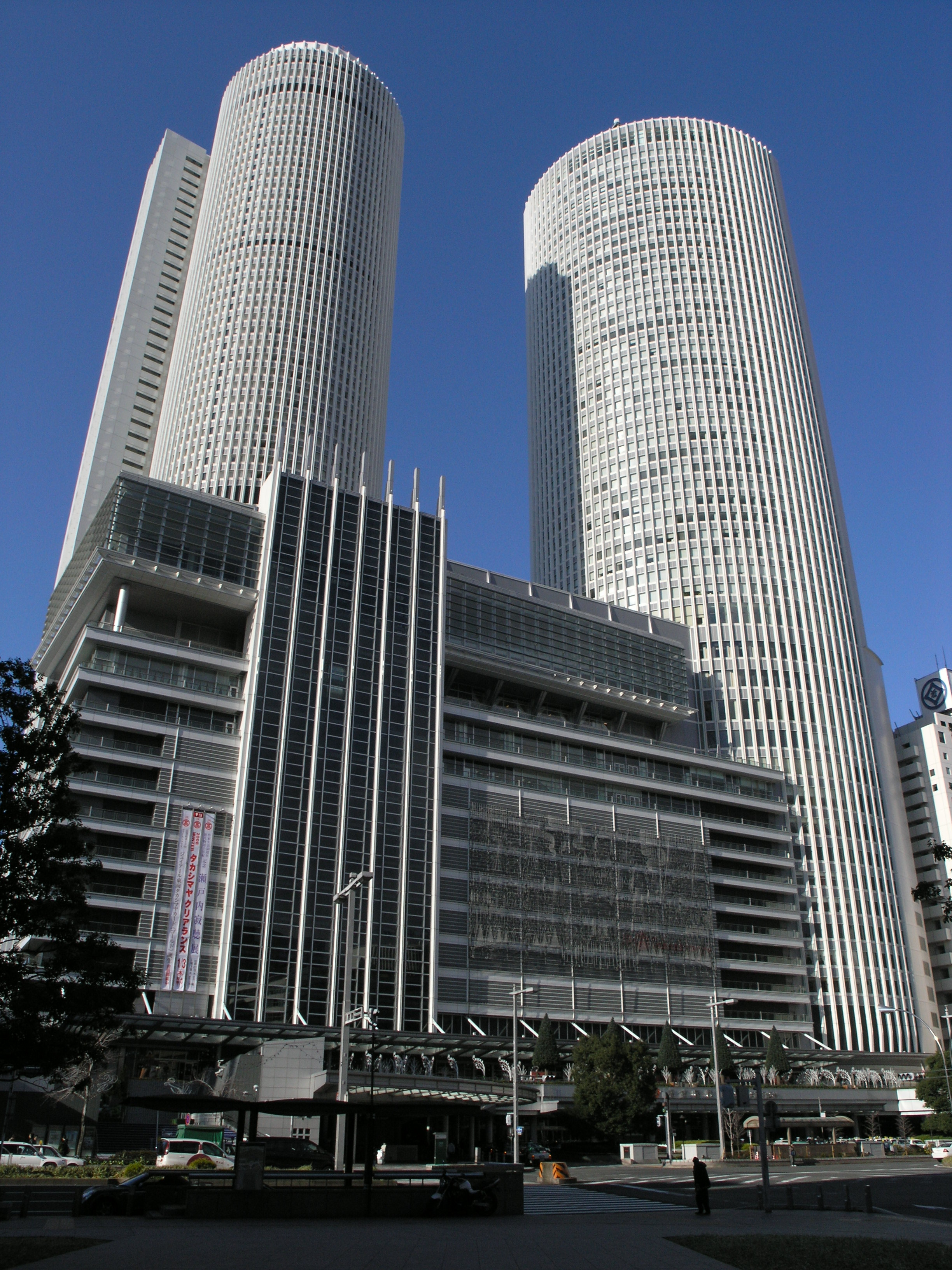
Verwaltungsgebäude JR Central Towers in Nagoya

Japan Railways, kurz JR genannt, ist ein Überbegriff für die sieben rechtlich unabhängigen Nachfolgegesellschaften der am 1. April 1987 privatisierten Japanese National Railways (JNR).

## Privatisierung und Struktur
Im Zuge der Privatisierung wurde JNR in neun Nachfolgeunternehmen aufgeteilt. Sechs davon sind die heute bestehenden Personenbeförderungsunternehmen, zusammengefasst in der JR Group, die sowohl im Besitz eigener Züge und Infrastruktur sind, als auch deren Betrieb gewährleisten. Der nationale Güterverkehr wird durch eine einzelne Gesellschaft abgedeckt (JR Freight), die zwar eigene Züge und Bahnhofsanlagen besitzt, jedoch gebührenpflichtig auf das Streckennetz der anderen Teilgesellschaften zurückgreift. Das Shinkansen Hochgeschwindigkeitsnetz war zunächst im Besitz der Shinkansen Holding Corporation und wurde an die drei wichtigsten Personenbeförderer vermietet. Mittlerweile befindet sich das Netz im Besitz von vier JR Teilgesellschaften. Direkt nach der Privatisierung nahm eine Abfindungsgesellschaft alle überzähligen Mitarbeiter auf.
Insgesamt gilt die Privatisierung der japanischen Staatsbahn als erfolgreich, jedoch wurden finanzielle Altlasten für den Ausbau des Hochgeschwindigkeitsbahnnetzes und anderer Strecken durch eine staatliche Auffanggesellschaft deutlich vermindert. Maßnahmen zur teilweisen Finanzierung von Neubaustrecken oder zum Ausgleich finanzieller Verluste öffentlicher Bahnen werden weiterhin aus der Staatskasse bestritten.
Preise und Richtlinien werden von der JR Group für alle Teilgesellschaften gleich festgelegt. Um die Interoperabilität der regionalen Netzbetreiber zu gewährleisten, befasst sich das JR Technical Research Institute mit der Erforschung und Entwicklung gemeinsamer Netzwerk- und Bahntechnologie. Die JR Systems Company kümmert sich um die IT-Infrastruktur und ein einheitliches Fahrplanauskunft- und Reservierungssystem.

### Gründe für die Privatisierung
Vor der Privatisierung litt die JNR vor allem an unwirtschaftlichen Investitionen, hohen Lohnkosten und finanziellen Defiziten. Hierfür sind drei Hauptgründe zu nennen:
- Nach dem Ende des Zweiten Weltkriegs musste JNR 250.000 Kriegsveteranen einstellen, was den Bedarf bei weitem überstieg. Ziel war, Kriegsveteranen möglichst schnell in zivilen Berufen zu binden. Für JNR führte dies zu einer enormen finanziellen Belastung und Behinderung der Unternehmensentwicklung: jegliche Reformmaßnahmen wurden durch die politische Radikalisierung der Arbeitnehmer verhindert.
- Die rasche Erholung der japanischen Wirtschaft nach dem Zweiten Weltkrieg hatte ein starkes Wachstum des Verkehrsaufkommens zur Folge, bei der die JNR ihre ehemals hohen Marktanteile mangels Anpassungsfähigkeit nicht halten konnte und gegenüber dem Straßenverkehr deutlich zurückstecken musste.
- Die Tarife von JNR wurden von Politikern streng kontrolliert. Eine Reduzierung der Mitarbeiterzahlen war somit nicht in ausreichendem Umfang möglich. Außerdem wurde Kapital in anderweitige politische Projekte investiert.

Gegen Ende der 70er Jahre wurde die Reform von JNR durch ein jährliches Defizit von ca. US$ 15 Milliarden und Verbindlichkeiten in Höhe von 250 Milliarden US-Dollar zwingend nötig. Zur Neugründung der Nachfolgeunternehmen von JNR 1987 wurde ein Stabilisierungsfonds eingerichtet, sowie massive staatliche Hilfe zur Verfügung gestellt. Die JR-Gruppe hatte bis 1993 Schulden in einer Höhe von umgerechnet 450 Milliarden D-Mark angehäuft. Die neuen Gesellschaften kauften von der JNR dabei die Shinkansen-Hochgeschwindigkeitsstrecken für insgesamt rund 70 Milliarden D-Mark.

### Tochterunternehmen
| Geschäftsbereich  | Unternehmen                                      | Unternehmen                                 | Logo, Symbolfarbe | Regionen                   |
| Geschäftsbereich  | Japanisch                                        | Englisch                                    | Logo, Symbolfarbe | Regionen                   |
| ----------------- | ------------------------------------------------ | ------------------------------------------- | ----------------- | -------------------------- |
| Personentransport | Hokkaidō Ryokaku Tetsudō (JR Hokkaidō)           | Hokkaido Railway Company (JR Hokkaido)      | hellgrün          | Hokkaidō                   |
| Personentransport | Higashi-Nihon Ryokaku Tetsudō (JR Higashi-Nihon) | East Japan Railway Company (JR East)        | grün              | Tōhoku, Kantō, Koshin’etsu |
| Personentransport | Tōkai Ryokaku Tetsudō (JR Tōkai)                 | Central Japan Railway Company (JR Central)  | orange            | Tōkai                      |
| Personentransport | Nishi-Nihon Ryokaku Tetsudō (JR Nishi-Nihon)     | West Japan Railway Company (JR West)        | blau              | Hokuriku, Kansai, Chūgoku  |
| Personentransport | Shikoku Ryokaku Tetsudō (JR Shikoku)             | Shikoku Railway Company (JR Shikoku)        | hellblau          | Shikoku                    |
| Personentransport | Kyūshū Ryokaku Tetsudō (JR Kyūshū)               | Kyushu Railway Company (JR Kyushu)          | rot               | Kyūshū                     |
| Gütertransport    | Nihon Kamotsu Tetsudō (JR Kamotsu)               | Japan Freight Railway Company (JR Freight)  | grau              | landesweit                 |
| Forschung         | Tetsudō Sōgō Gijutsu Kenkyūsho (Tetsudō Sōken)   | Railway Technical Research Institute (RTRI) | lila              | –                          |
| IT-Dienste        | Tetsudō Jōhō System (JR System)                  | Railway Information Systems                 | dunkelrot         | –                          |

Die Bereiche der verschiedenen Nachfolgergesellschaften (Färbung gemäß Firmenlogo)

Die JR-Nachfolgegesellschaften JR East, JR Central und JR West, also die drei Gesellschaften auf der japanischen Hauptinsel Honshū, arbeiten heute gewinnbringend und werden an der Börse frei gehandelt. Auch die anderen Gesellschaften sollen mit Hilfe staatlicher Infrastrukturmaßnahmen an die Börse gebracht werden.
Obwohl alte Verbindlichkeiten noch immer nicht vollständig getilgt sind, profitiert der japanische Staat mittlerweile von eingehenden Steuerzahlungen. Auch die Qualität der angebotenen Dienstleistungen ist spürbar angestiegen. Außerdem sind ebenfalls steigende Investitionen in die Infrastruktur und Züge zu verzeichnen.
Das RTRI widmet sich der Erforschung und Entwicklung gemeinsamer Netzwerk- und Bahntechnologie und JR Systems ist für die IT-Infrastruktur, sowie ein einheitliches Fahrplanauskunft- und Reservierungssystem verantwortlich.
Daneben existieren noch gemeinsame kleinere Gesellschaften für Werbe-, Reisebüro- und Lobbytätigkeiten.

## Streckennetz

### Topographie und Netzauslastung
Die Topographie Japans und die geographische Anordnung dicht besiedelter Metropolregionen haben zu einer linienförmigen Struktur des nationalen Schienennetzes geführt. Die technische Erschließbarkeit Japans durch die Eisenbahn ist somit von vorneherein sehr begrenzt.
Während Deutschland mit 229 Einwohnern pro Quadratkilometer besiedelt ist, teilen sich in Japan 337 Einwohner die gleiche Fläche. Pro Bahnkilometer werden täglich mehr als 46.000 Fahrgäste befördert. In Deutschland sind es nur knapp 5.000 Fahrgäste. Eine sehr hohe Auslastung des Schienennetzes ist somit generell gewährleistet.

### Eisenbahninfrastruktur
Darüber hinaus gab es in Japan nie ein Monopol der ehemaligen Staatsbahn. Seit über 100 Jahren bestehen private und staatliche Bahngesellschaften nebeneinander und betreiben ihre eigenen Gleisnetze. Die regionalen JR-Gesellschaften betreiben etwa 80 Prozent des landesweiten Streckennetzes. Der Rest wird von 16 größeren privaten Bahnbetreibern, 14 U-Bahnbetreibern und kleineren lokalen Linien abgedeckt. Das Shinkansen-Schnellzugnetz wird von vier der JR-Teilgesellschaften betrieben.

### Technische Daten
Das japanische Streckennetz weist zwei technische Besonderheiten auf. Zum einen besteht es aus zwei verschiedenen Spurweiten. Während das konventionelle Streckennetz die sogenannte Kapspur (1.067 mm) nutzt, wurde das Hochgeschwindigkeitsnetz mit dem Namen Shinkansen in Normalspur (1.435 mm) gebaut.
Noch mehr Unterschiede gibt es bei den verwendeten Elektrifizierungen, neben nicht elektrifizierten Strecken gibt es fünf verschiedene Stromsysteme.
- 1.500 V =
Das komplette Streckennetz auf der südlichen Insel Shikoku, betrieben von der Shikoku Railway Company, und bis auf wenige Ausnahmen das komplette (konventionelle) Streckennetz auf der Hauptinsel Honshū, betrieben durch West Japan Railway Company, Central Japan Railway Company und East Japan Railway Company, verwendet Gleichspannung.
- 20 kV 50 Hz ~
Das komplette konventionelle Streckennetz der nördlichen Insel Hokkaidō, betrieben von der Hokkaido Railway Company, und die Ōu-Hauptlinie (1435 mm Spurweite) im Nord-Westen von Honshū (East Japan Railway Company) nutzen Wechselspannung mit der weltweit am häufigsten verwendeten Netzfrequenz.
- 20 kV 60 Hz ~
Das komplette konventionelle Streckennetz der westlichen Insel Kyushu wird von der Kyushu Railway Company mit erhöhter Netzfrequenz betrieben, die außer im Süden und Westen Japans ansonsten nur in Nordamerika verbreitet ist.
- 25 kV 50 Hz ~
Wie bei den meisten modernen Schnellfahrstrecken kommt dieses Stromsystem bei dem im Bau befindlichen Hokkaidō-Shinkansen (Hokkaido Railway Company) und bei den Jōetsu-Shinkansen und Tōhoku-Shinkansen, sowie beim östlichen Teil des Nagano-Shinkansen zum Einsatz (alle East Japan Railway Company).
- 25 kV 60 Hz ~
Der westliche Abschnitt des Nagano-Shinkansen, der später als Hokuriku-Shinkansen nach Osaka verlängert werden soll, und die restlichen Schnellfahrstrecken Tōkaidō-Shinkansen (Central Japan Railway Company), San’yō-Shinkansen (West Japan Railway Company) und Kyūshū-Shinkansen (Kyushu Railway Company) weisen wiederum die erhöhte Netzfrequenz auf.